# 阮仲靜
阮仲靜（越南语：／；1891年—？年），越南阮朝官員。

## 生平
阮仲靜是嘉定省福祿縣隆和村（今属隆安省芹德縣隆和社）人，成泰三年（1891年）出生。維新九年（1915年），參加承天場鄉試，考中舉人。啟定元年（1916年），會試中格，庭試考中副榜。後任香山知縣。